# Biochemical Journal
Biochemical Journal je recenzirani naučni časopis koji pokriva sve aspekte bihemije, kao i ćelijske i molekularne biologije. Ovaj časopis objavljuje Portland Press. Uspostavljen je 1906. godine

## Istorija
Časopis je osnovao Bendžamin Mur 1906. godine, načelnik biohemijskog odseka Univerziteta Liverpula, uz financijsku podršku Edvarda Vitlija, nasledika preduzeća Greenall Whitley brewers. Njih dvoje su bili prvi editori, a časopis je inicijalno objavljivala izdavačka kuća Liverpool University Press. Časopis je prešao u vlasniptvo Biohemijskog Kluba (kasnije preimenovag u Biohemijsko Društvo) u oktobru 1912, nedugo nakon osnivanja društva. U to vreme je časopis imao 170 pretplatnika. Od 1913. je objavljivan u saradnji sa izdavačkom kućom Cambridge University Press, pri pemu su Vilijam Bejlis i Artur Harden predsedavali editorskom redakcijom. Originalni naziv The Bio-Chemical Journal je promenjen u The Biochemical Journal u to vreme.

## Spoljašnje veze
- Zvanični veb-sajt
- Top 50 most frequently read papers and reviews